# عبدالرحمن الریو
عبدالرحمن الریو (انگلیسی: Abdulrahman Al-Rio؛ زادهٔ ۱۵ مهٔ ۱۹۹۴) یک ورزشکار اهل عربستان سعودی است.
وی همچنین در تیم ملی فوتبال ۲۳ دسامبر ۲۰۱۶ بازی کرده است.